# Arrondissement de Nyons
L'arrondissement de Nyons est une division administrative française, située dans le département de la Drôme et la région Auvergne-Rhône-Alpes.

## Composition

L'arrondissement dans la région Auvergne-Rhône-Alpes.

Liste des cantons de l'arrondissement de Nyons :
- canton de Buis-les-Baronnies ;
- canton de Dieulefit[Note 1] ;
- canton de Grignan ;
- canton de Marsanne[Note 1] ;
- canton de Montélimar-1[Note 1] ;
- canton de Montélimar-2[Note 1] ;
- canton de Nyons ;
- canton de Pierrelatte ;
- canton de Rémuzat ;
- canton de Saint-Paul-Trois-Châteaux ;
- canton de Séderon.

### Découpage communal depuis 2015
Depuis 2015, le nombre de communes des arrondissements varie chaque année soit du fait du redécoupage cantonal de 2014 qui a conduit à l'ajustement de périmètres de certains arrondissements, soit à la suite de la création de communes nouvelles. Le nombre de communes de l'arrondissement de Nyons est ainsi de 142 en 2015, 142 en 2016, 149 en 2017 et 150 en 2022.
Au 1er janvier 2024, l'arrondissement groupe les 150 communes suivantes :
1. Aleyrac
2. Allan
3. Ancône
4. Arpavon
5. Aubres
6. Aulan
7. Ballons
8. Barret-de-Lioure
9. La Bâtie-Rolland
10. La Baume-de-Transit
11. Beauvoisin
12. La Bégude-de-Mazenc
13. Bellecombe-Tarendol
14. Bénivay-Ollon
15. Bésignan
16. Bézaudun-sur-Bîne
17. Bonlieu-sur-Roubion
18. Bouchet
19. Bourdeaux
20. Bouvières
21. Buis-les-Baronnies
22. Chamaret
23. Chantemerle-lès-Grignan
24. La Charce
25. Charols
26. Châteauneuf-de-Bordette
27. Châteauneuf-du-Rhône
28. Chaudebonne
29. Chauvac-Laux-Montaux
30. Clansayes
31. Cléon-d'Andran
32. Colonzelle
33. Comps
34. Condillac
35. Condorcet
36. Cornillac
37. Cornillon-sur-l'Oule
38. La Coucourde
39. Crupies
40. Curnier
41. Dieulefit
42. Donzère
43. Espeluche
44. Eygalayes
45. Eygaliers
46. Eyroles
47. Eyzahut
48. Ferrassières
49. La Garde-Adhémar
50. Les Granges-Gontardes
51. Grignan
52. Izon-la-Bruisse
53. Laborel
54. Lachau
55. La Laupie
56. Lemps
57. Malataverne
58. Manas
59. Marsanne
60. Mérindol-les-Oliviers
61. Mévouillon
62. Mirabel-aux-Baronnies
63. Mollans-sur-Ouvèze
64. Montauban-sur-l'Ouvèze
65. Montaulieu
66. Montboucher-sur-Jabron
67. Montbrison-sur-Lez
68. Montbrun-les-Bains
69. Montélimar
70. Montferrand-la-Fare
71. Montfroc
72. Montguers
73. Montjoux
74. Montjoyer
75. Montréal-les-Sources
76. Montségur-sur-Lauzon
77. Nyons
78. Orcinas
79. Le Pègue
80. Pelonne
81. La Penne-sur-l'Ouvèze
82. Piégon
83. Pierrelatte
84. Pierrelongue
85. Les Pilles
86. Plaisians
87. Le Poët-en-Percip
88. Le Poët-Laval
89. Le Poët-Sigillat
90. Pommerol
91. Pont-de-Barret
92. Portes-en-Valdaine
93. Propiac
94. Puygiron
95. Puy-Saint-Martin
96. Réauville
97. Reilhanette
98. Rémuzat
99. Rioms
100. Rochebaudin
101. Rochebrune
102. Rochefort-en-Valdaine
103. Rochegude
104. Roche-Saint-Secret-Béconne
105. La Roche-sur-le-Buis
106. La Rochette-du-Buis
107. Roussas
108. Rousset-les-Vignes
109. Roussieux
110. Roynac
111. Sahune
112. Saint-Auban-sur-l'Ouvèze
113. Sainte-Euphémie-sur-Ouvèze
114. Saint-Ferréol-Trente-Pas
115. Saint-Gervais-sur-Roubion
116. Sainte-Jalle
117. Saint-Marcel-lès-Sauzet
118. Saint-Maurice-sur-Eygues
119. Saint-May
120. Saint-Pantaléon-les-Vignes
121. Saint-Paul-Trois-Châteaux
122. Saint-Restitut
123. Saint-Sauveur-Gouvernet
124. Salettes
125. Salles-sous-Bois
126. Saulce-sur-Rhône
127. Sauzet
128. Savasse
129. Séderon
130. Solérieux
131. Souspierre
132. Suze-la-Rousse
133. Taulignan
134. Teyssières
135. Les Tonils
136. La Touche
137. Les Tourrettes
138. Truinas
139. Tulette
140. Valaurie
141. Valouse
142. Venterol
143. Verclause
144. Vercoiran
145. Vers-sur-Méouge
146. Vesc
147. Villebois-les-Pins
148. Villefranche-le-Château
149. Villeperdrix
150. Vinsobres

## Démographie
En 2022, l'arrondissement comptait 153 056 habitants.
| 1968   | 1975   | 1982    | 1990    | 1999    | 2006    | 2011    | 2016    | 2021    |
| ------ | ------ | ------- | ------- | ------- | ------- | ------- | ------- | ------- |
| 89 340 | 92 649 | 105 119 | 113 185 | 120 700 | 131 197 | 137 571 | 148 049 | 152 789 |

| 2022    | - | - | - | - | - | - | - | - |
| ------- | - | - | - | - | - | - | - | - |
| 153 056 | - | - | - | - | - | - | - | - |

## Administration
| Période           | Période         | Identité          | Fonction précédente | Observation |
| ----------------- | --------------- | ----------------- | ------------------- | ----------- |
| ...               |                 |                   |                     |             |
| ...               | 23 août 1995    | Françoise Fugier  |                     |             |
| 18 septembre 1995 | 16 janvier 1998 | Philippe François |                     |             |
| 15 mai 1998       | 7 juin 2000     | Marc Paganel      |                     |             |
| 24 avril 2002     | 1er août 2006   | Bernard Breyton   |                     |             |
| 1er août 2006     | 1er avril 2008  | Étienne Stock     |                     |             |
| 5 juillet 2008    | En cours        | Denis Gaudin      |                     |             |